# Chinshakiangosaurus
Chinshakiangosaurus là một chi khủng long, được Yeh mô tả khoa học năm 1975.